# Kondorraptor
Kondorraptor (Condorraptor currumili) – dinozaur z grupy tetanurów (Tetanurae) o bliżej niesprecyzowanej pozycji systematycznej
Żył w okresie jury (ok. 165-160 mln lat temu) na terenach Ameryki Południowej. Długość ciała ok. 5 m, wysokość ok. 1,5 m, masa ok. 250 kg. Jego szczątki znaleziono w Argentynie (w prowincji Chubut).
Kondorraptor miał stosunkowo długi ogon. Znany jest z kilku kręgów, fragmentu tylnej kończyny i części miednicy.